# H.H. Barbara en Antoniuskerk (Culemborg)
De Oudkatholieke Parochie van de H.H. Barbara en Antonius is een Oudkatholieke geloofsgemeenschap in de Nederlandse stad Culemborg. De kerk is gelegen aan de Varkensmarkt en gewijd aan Barbara, de patroonheilige van Culemborg, en Antonius de Grote.
Deze kerk dient niet verward te worden met de protestantse Sint-Barbarakerk of de Rooms-Katholieke Barbarakerk.

## Historie
De geschiedenis van het gebouw van de Oud-katholieke kerk in Culemborg gaat terug tot 1624. Tijdens de Reformatie was in 1578 de katholieke gemeenschap de Sint-Barbarakerk aan de protestantse gemeenschap kwijtgeraakt. De katholieken mochten toen officieel geen kerkdiensten meer houden. Vanaf 1624 hielden zij daarom diensten in een schuilkerk aan de Varkensmarkt, wat oogluikend werd toegestaan. In 1723 sloot de statie zich aan bij de Oud-katholieke kerk. De andere statie in Culemborg bleef trouw aan de Rooms-Katholieke Kerk.
Boven de ingang staat Pantocratori en binnen in de kerk wordt Jezus als Pantocrator, alregeerder, afgebeeld.

## Het kerkgebouw
Tussen 1834 en 1836 is de huidige kerk gebouwd op de plaats van de schuilkerk uit 1624 onder architectuur van Van der Bie uit Utrecht. De zijmuur, tegen de binnentuin, is het enige deel dat nog resteert van het oude kerkgebouw. In 1900 is er een gaanderij in de kerk gebouwd. Het glas in lood in de ramen is in 1905 geplaatst ter vervanging van het oorspronkelijke melkglas. Het raam in de absis dateert van 1925. De afbeelding toont Christus bij Maria Magdalena, wiens broer Lazarus onlangs was overleden. Het opschrift luidt: "Ik ben de Verrijzenis en het Leven" (Joh 11:25).
In 1994 en 1995 is de kerk gerestaureerd.

## Het interieur
De kerk beschikt over een rijke en fraaie kerkinventaris die voor een belangrijk deel ouder is dan het huidige kerkgebouw. De preekstoel en de beelden van Jozef en Maria (links en rechts van de absis), zijn afkomstig uit de oude schuilkerk. De middeleeuwse Sint-Janskerk in Culemborg werd in 1824 gesloopt, dus vlak voor de bouw van de huidige kerk. Uit deze kerk is een 16de-eeuws vierstel en een 15de-eeuwse houten crucifix afkomstig. Het kleine ivoren crucifix boven het altaar is afkomstig uit Spanje was mee op de Zilvervloot die in 1628 door Piet Hein werd buitegmaakt.
Het orgel uit 1900 is gebouwd door de orgelbouwer Johan Frederik Witte.

## Fotogalerij

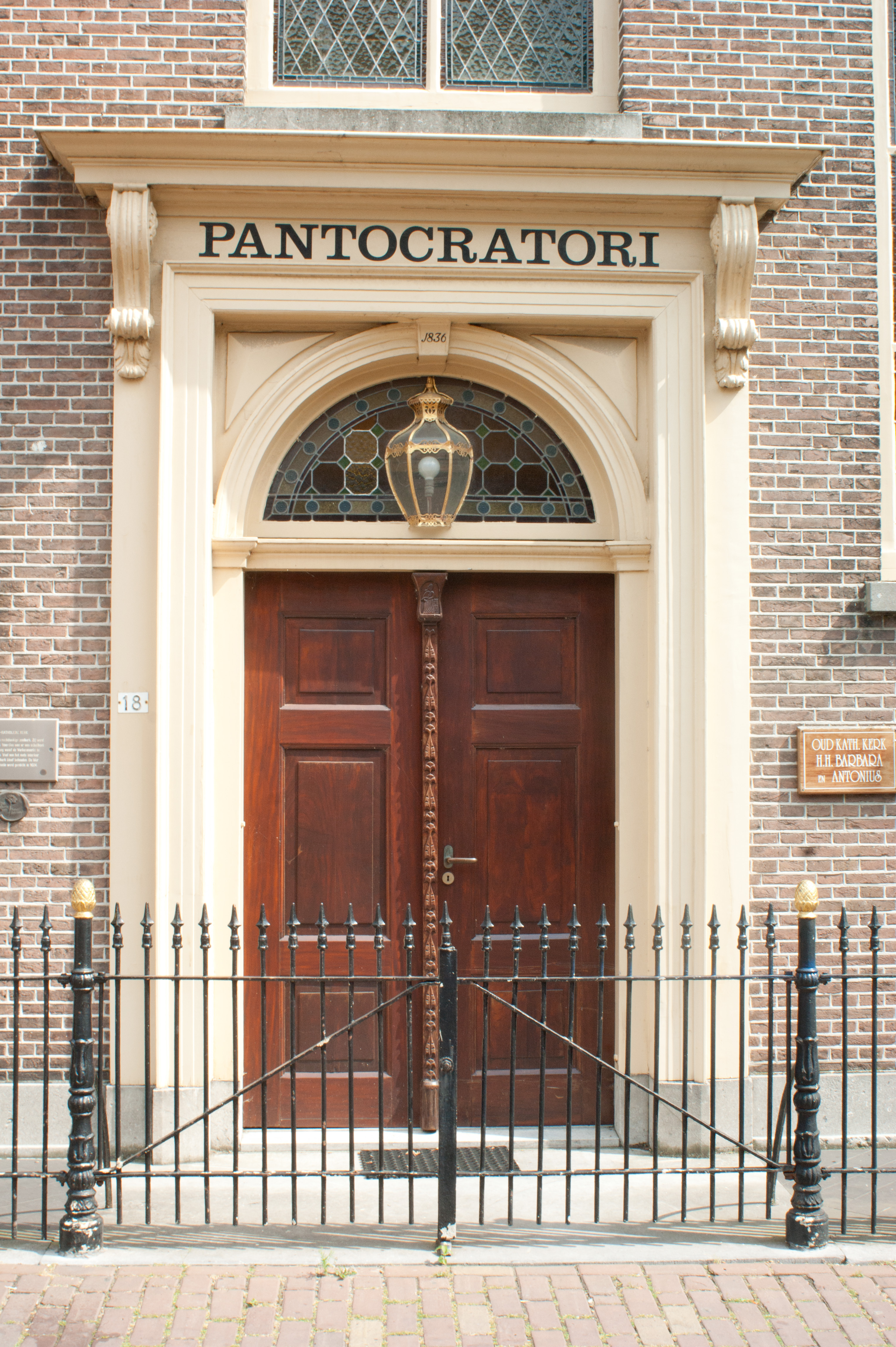
De ingang
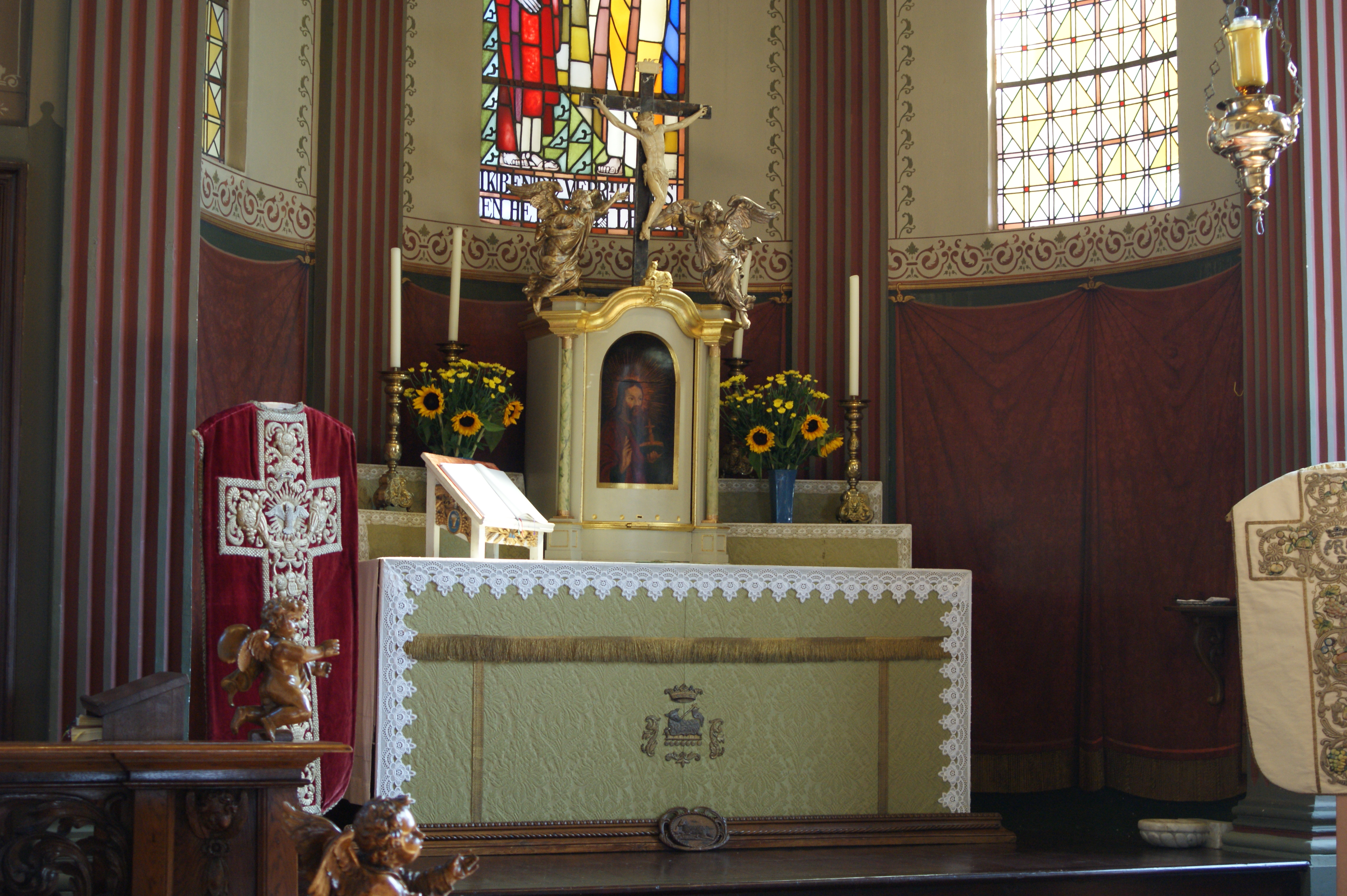
Het altaar
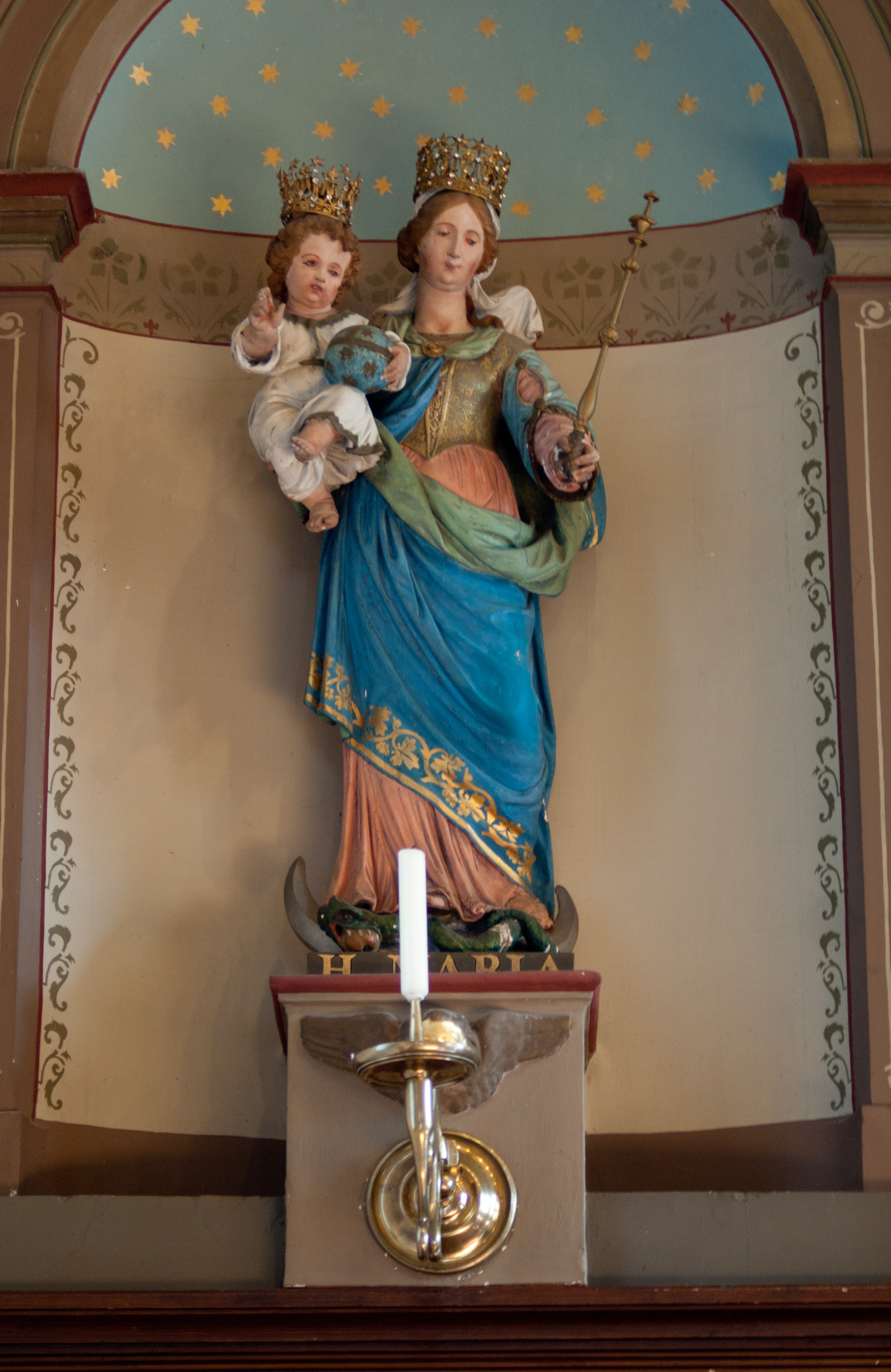
Beeld Maria uit de oude schuilkerk
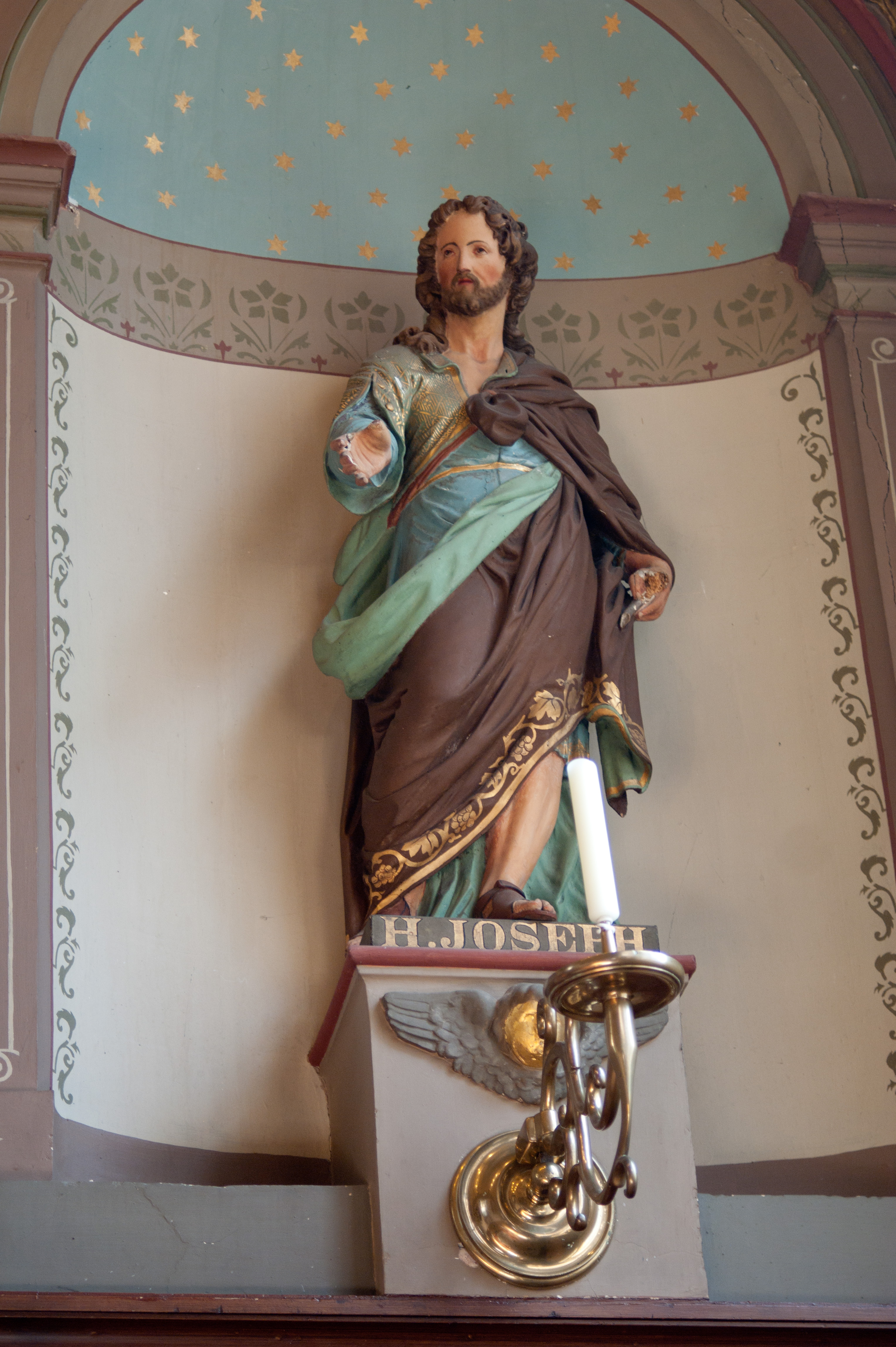
Beeld Joseph uit de oude schuilkerk
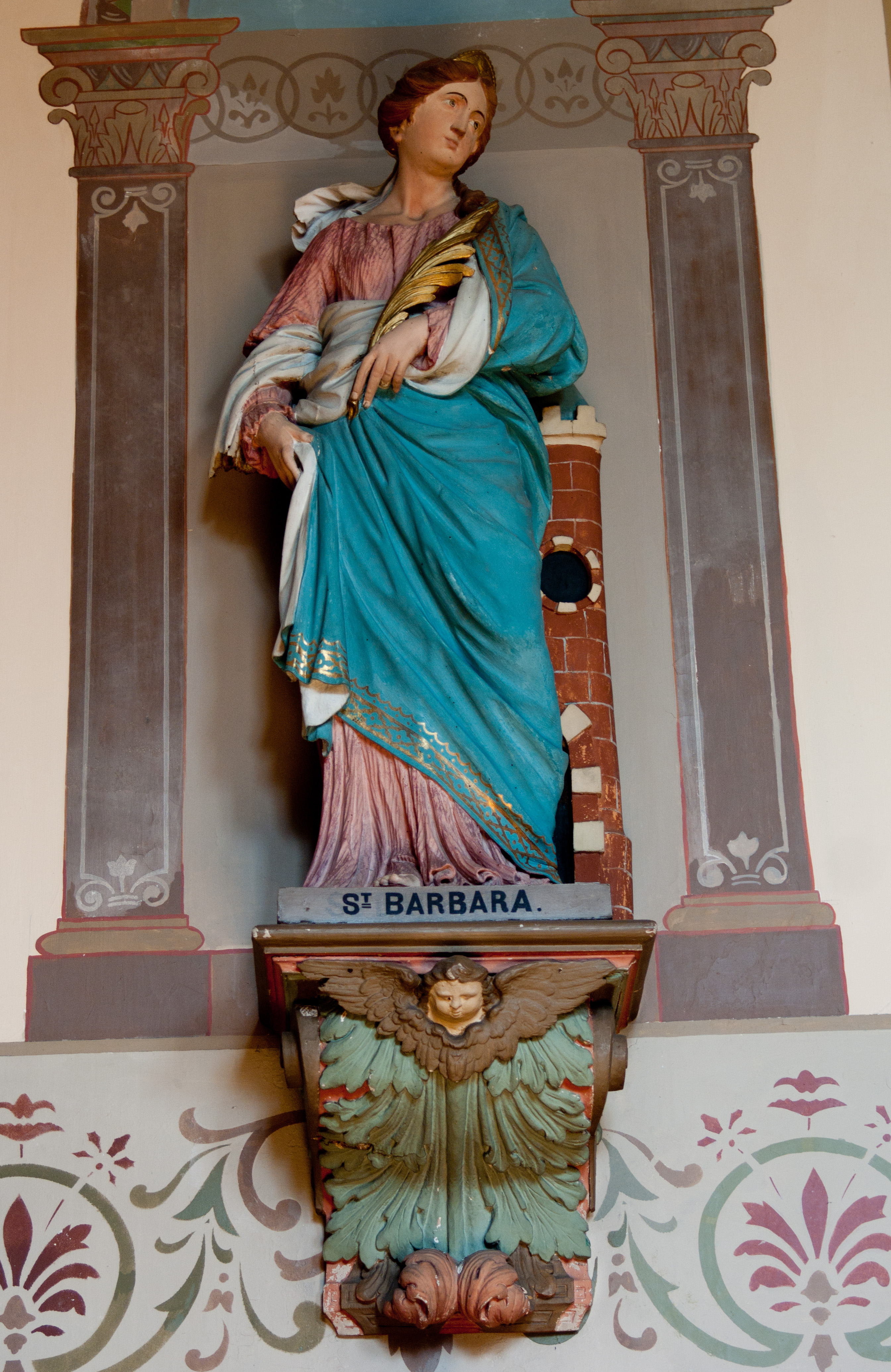
Beeld Sint Barbara
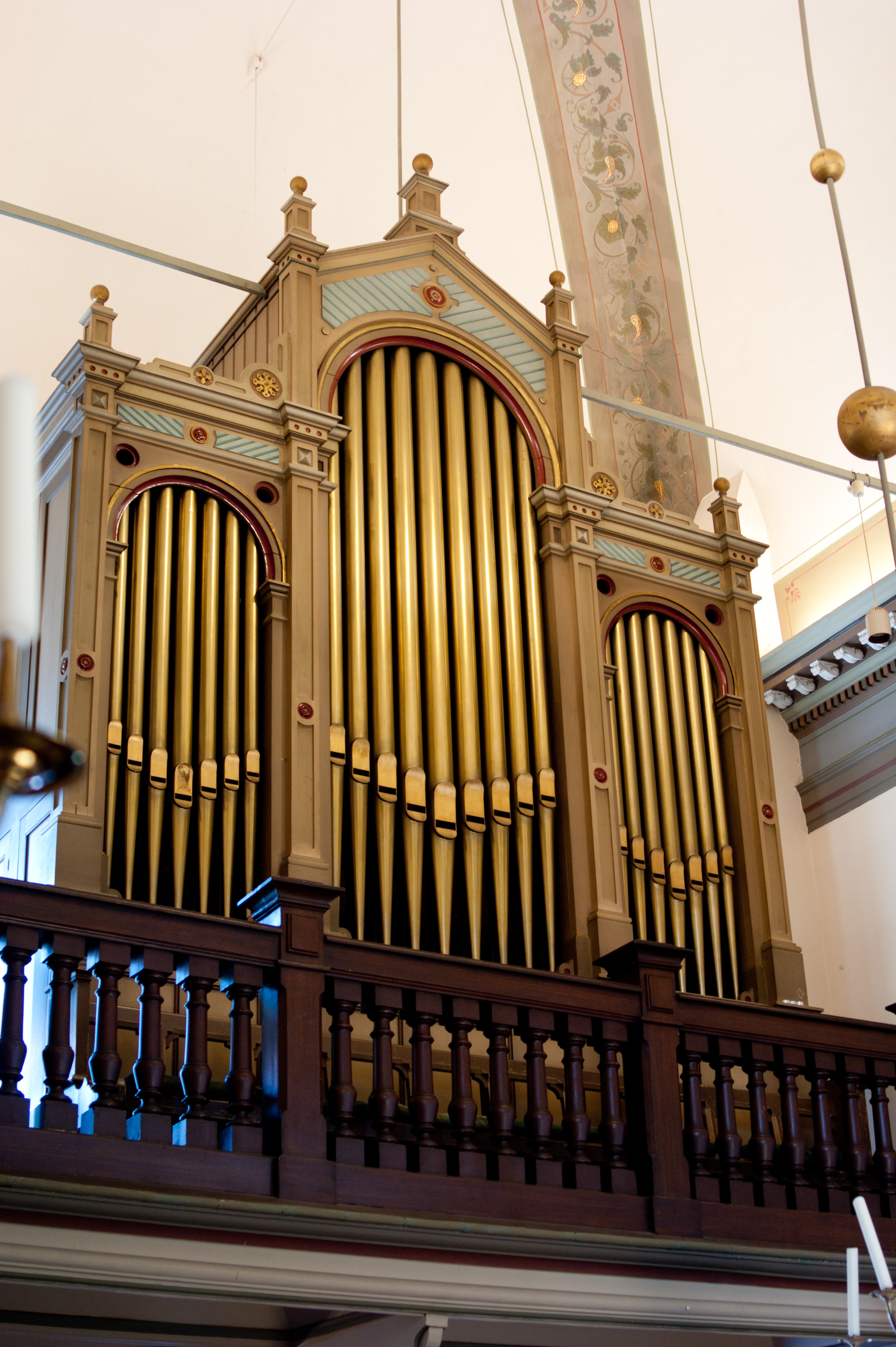
Het orgel